# Clemens von Pausinger

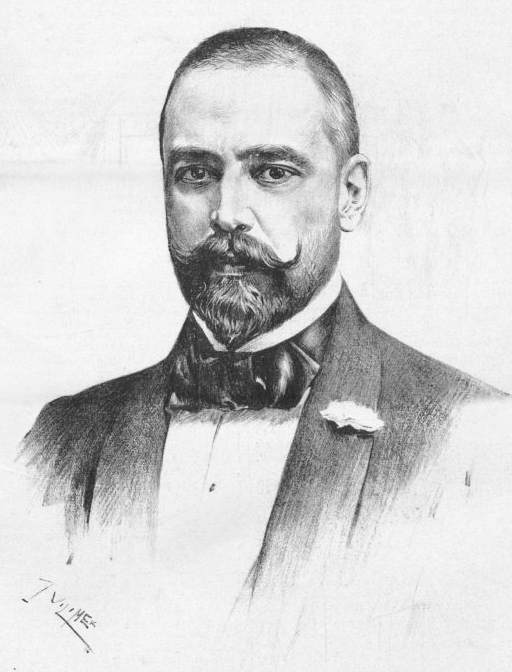
Porträt von Clemens Pausinger durch Josef Löwy

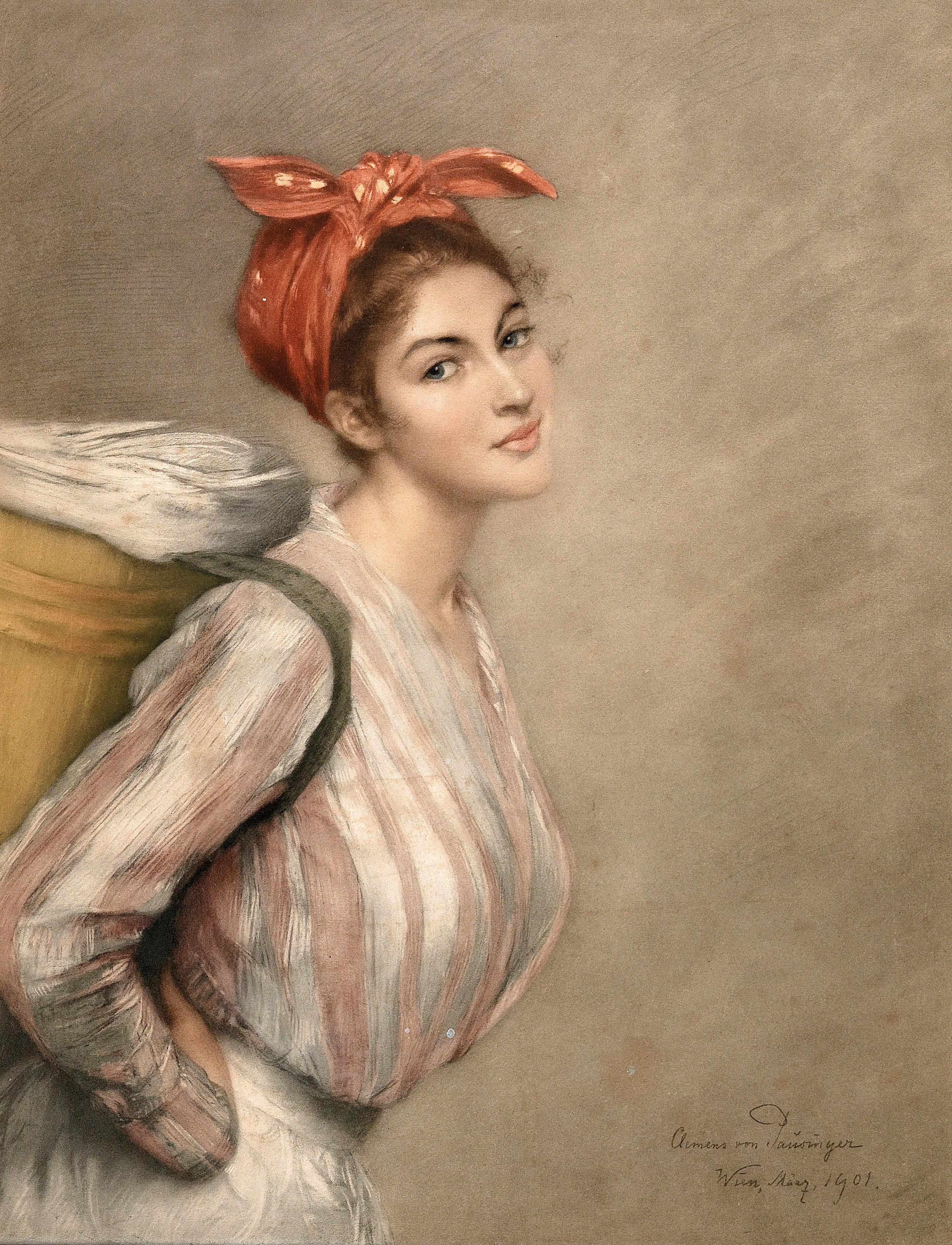
Wäschermädel (1901)

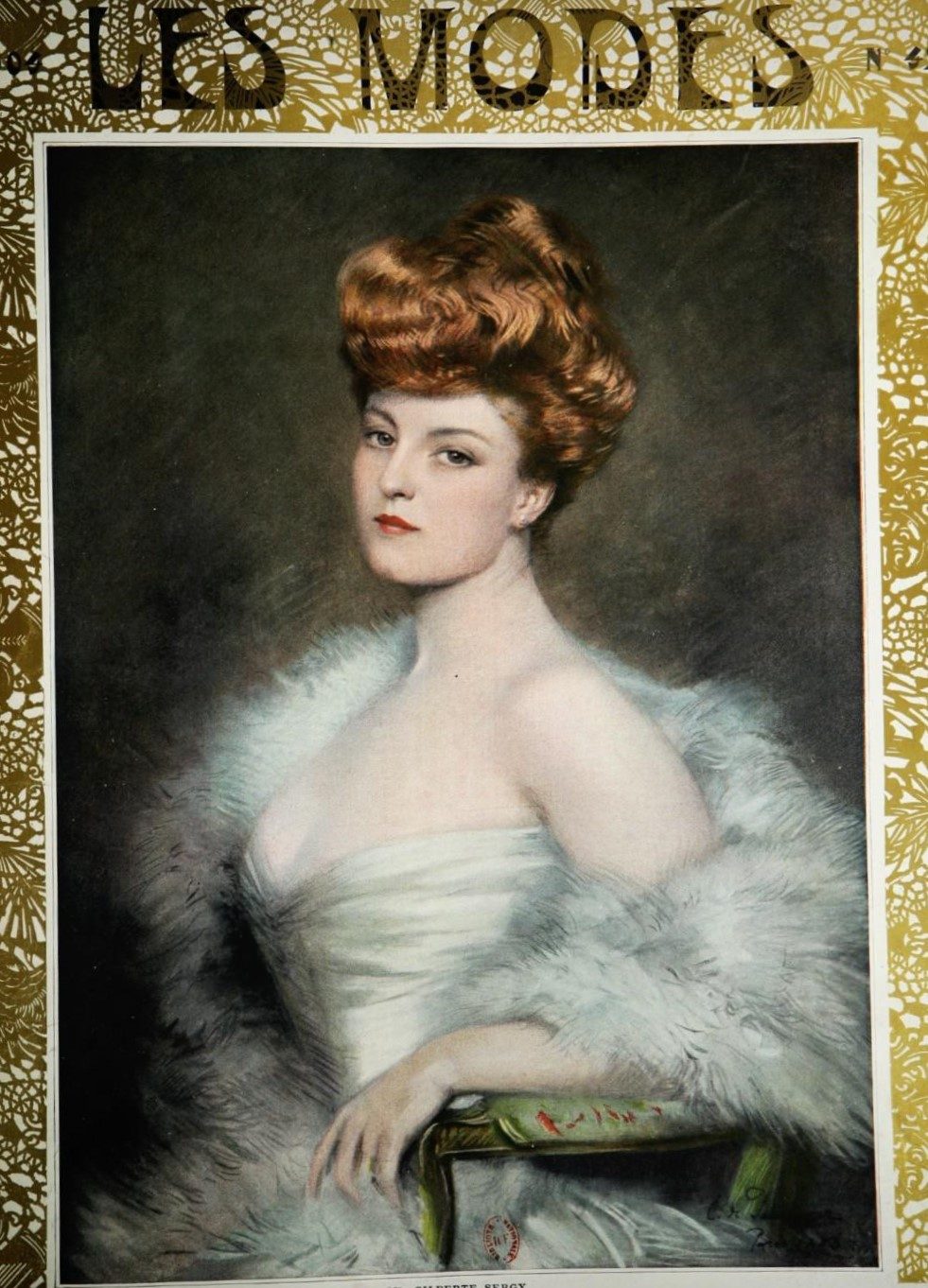
Von Pausingers Porträt der Schauspielerin Gilberte Sergy.

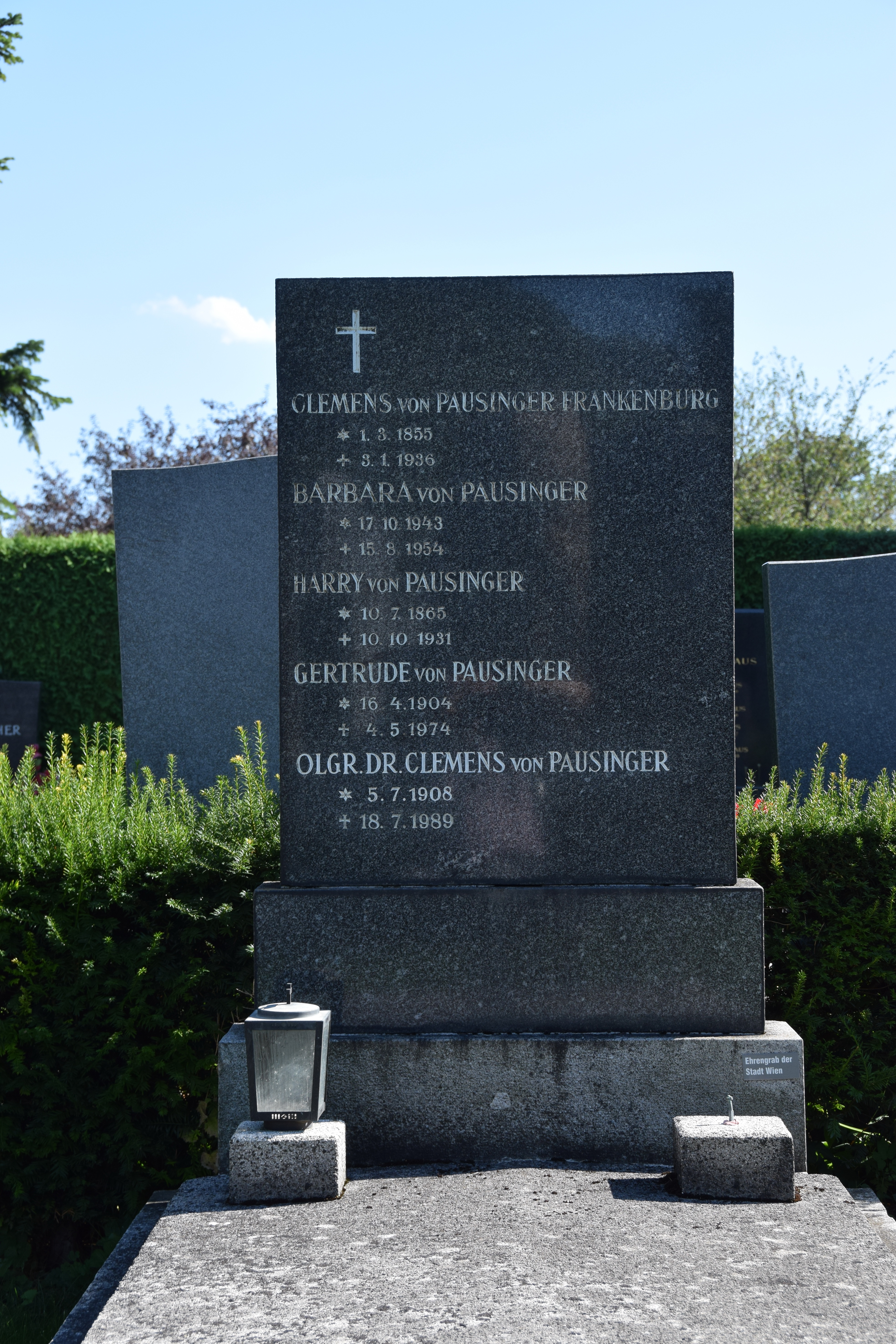
Ehrengrab von Clemens von Pausinger-Frankenburg und seinem Sohn Clemens Pausinger auf dem Hietzinger Friedhof

Clemens von Pausinger, auch Pausinger-Frankenburg (* 1. März 1855 in Parsch bei Salzburg; † 3. Jänner 1936 in Wien) war ein österreichischer akademischer Maler aus der Familie von Pausinger.
Er wuchs als Sohn von Carl Valentin von Pausinger und Henriette, Baronin Weichs auf Schloss Almegg auf und ging nach dem Besuch der Salzmannschen Erziehungsanstalt in Schnepfenthal von 1865 bis 1869 mit 18 Jahren an die Akademie der Bildenden Künste München, wo er unter anderem bei Lindenschmit, Piloty, Strähuber und Kaulbach studierte. Von München zog er für zwei Jahre nach Florenz und studierte dort unter Böcklin, danach ging er für vier Jahre nach Rom. Dort schloss er Freundschaft mit Hans von Marées, die er als den Grundstock seines späteren Erfolges bezeichnete. In Rom heiratete er 1881 Aemilia Bandiera de Prosperis. Nach dieser Zeit in Italien kehrte er wieder nach München zurück, wo er unter Bruno Piglhein die Pastellmalerei studierte. Seine Porträts in dieser Maltechnik machten ihn schnell bekannt und verschafften ihm viele Aufträge, besonders adelige Damen wollten sich von ihm malen lassen. So lebte er 1892 für kurze Zeit in Abbazia als Gast von Kronprinzessin Stephanie. Weitere Aufträge führten ihn wieder nach Rom, Madrid und Paris, wo er auch ein Artelier eröffnete (ein weiteres unterhielt er in Wien). In Frankreich wurde er zum Ritter der Ehrenlegion ernannt, Spanien zeichnete ihn mit dem Orden de Isabel la Católica aus.
Während er von der Gesellschaft gefeiert und geehrt wurde, kam es vor, dass er von der Kunstkritikern verrissen wurde. Beispiele seiner zeitgenössischen Rezeption:

„… ist er ein Meister, der gegenwärtig kaum übertroffen wird. Seine Conception ist frisch und lebendig, sein Strich nobel, die Behandlung des Tones musterhaft […] Seine Pastellarbeiten sind lebenswahr und in ihrer Art einzig.“

„… Daneben zeigt in dem umgebauten kleineren Saale der Österreicher Clemens von Pausinger einige fünfzehn überaus geleckte und gezuckerte Bildnisse, fast ohne Ausnahme Portraits adeliger oder doch reicher Damen, sehr charakterlos und süßlich, an die letzten bösen Sachen von Gervex erinnernd […] Man muß sehr reich sein und sehr wenig von Kunst verstehen, um sich so malen zu lassen.“

Er war Mitglied im Künstlerhaus Wien, in der Wiener Künstlervereinigungen Alte Welt und Gründungsmitglied im Hagenbund. Für den Hagenbund stellte er in der 1. Studien- und Skizzenausstellung 1899 und 2. Studien- und Skizzenausstellung 1900 aus. Bei der Weltausstellung in Paris von 1900 war er Delegierter für Österreich in der Jury für Maler. Nach dem Ersten Weltkrieg verbrachte er auf Einladung des Königs von Ägypten zwei Winter in Kairo, wo er den König und Mitglieder der königlichen Gesellschaft malte.
Im Herbst 1935 wurde Pausinger verarmt aus seinem Artelier am Wiener Fleischmarkt delogiert und musste in das Lainzer Versorgungshaus ziehen, wo er am 3. Jänner 1936 an einer Lungenentzündung starb. Er liegt in einem Ehrengrab am Hietzinger Friedhof begraben. Nach seinem Tod wurde seine Witwe vom Künstlerhaus finanziell unterstützt.
Clemens von Pausinger war ein Cousin von Franz von Pausinger und Vater des Widerstandskämpfers Clemens Pausinger.